# Сугров
Сугров (укр. Сугрів) — село в Ходоровской городской общине Стрыйского района Львовской области Украины.
Население по переписи 2001 года составляло 485 человек. Почтовый индекс — 81760.